# Staurogyne filipes
Staurogyne filipes är en akantusväxtart som beskrevs av E. Hossain. Staurogyne filipes ingår i släktet Staurogyne och familjen akantusväxter. Inga underarter finns listade i Catalogue of Life.